# Puchar Challenge w piłce siatkowej mężczyzn (2022/2023)/Finał
Finał Pucharu Challenge w piłce siatkowej mężczyzn w sezonie 2022/2023 rozgrywany był w formie dwumeczu. Uczestniczyły w nim kluby Maccabi Yaadim Tel Awiw oraz Olympiakos SFP. Dla greckiego zespołu był to drugi występ w finale tych rozgrywek. Poprzednio do tej fazy doszedł w sezonie 2017/2018, gdzie przegrał z włoskim klubem Bunge Rawenna. Dla izraelskiego klubu dotychczas najlepszym osiągnięciem w Pucharze Challenge był ćwierćfinał.
Pierwszy mecz finałowy odbył się 5 marca w Shlomo Group Arena w Tel Awiwie, drugi natomiast 15 marca w Arenie Pokoju i Przyjaźni w Pireusie. Oba spotkania bez straty seta wygrał Olympiakos SFP, zdobywając po raz pierwszy w historii klubu Puchar Challenge. MVP finałów wybrany został Dragan Travica.

## Drużyny uczestniczące
W finale Pucharu Challenge grały kluby Maccabi Yaadim Tel Awiw oraz Olympiakos SFP.
| Drużyna                 | Liczba występów | Ostatni występ | Najlepszy wynik                               |
| ----------------------- | --------------- | -------------- | --------------------------------------------- |
| Maccabi Yaadim Tel Awiw | 8               | 2021/2022      | Ćwierćfinał (2011/2012, 2012/2013, 2016/2017) |
| Olympiakos SFP          | 3               | 2017/2018      | Finał (2017/2018)                             |

## Droga do finału
| Maccabi Yaadim Tel Awiw            | Maccabi Yaadim Tel Awiw | Runda        | Olympiakos SFP     | Olympiakos SFP |
| ---------------------------------- | ----------------------- | ------------ | ------------------ | -------------- |
| Przeciwnik                         | Wynik                   | 1/32 finału  | Przeciwnik         | Wynik          |
| KV Luboteni                        | 3:0                     | Mecz 1       | —                  | —              |
| KV Luboteni                        | 3:0                     | Mecz 2       | —                  | —              |
| Przeciwnik                         | Wynik                   | 1/16 finału  | Przeciwnik         | Wynik          |
| GreenPlan-Vegyész RC Kazincbarcika | 3:1                     | Mecz 1       | Rieker UJS Komárno | 3:1            |
| GreenPlan-Vegyész RC Kazincbarcika | 3:1                     | Mecz 2       | Rieker UJS Komárno | 3:0            |
| Przeciwnik                         | Wynik                   | 1/8 finału   | Przeciwnik         | Wynik          |
| PAOK                               | 3:1                     | Mecz 1       | Deja sport Burgas  | 3:0            |
| PAOK                               | 3:2                     | Mecz 2       | Deja sport Burgas  | 2:3            |
| Przeciwnik                         | Wynik                   | Ćwierćfinały | Przeciwnik         | Wynik          |
| Omonia Nikozja                     | 3:0                     | Mecz 1       | Steaua Bukareszt   | 3:1            |
| Omonia Nikozja                     | 3:1                     | Mecz 2       | Steaua Bukareszt   | 3:2            |
| Przeciwnik                         | Wynik                   | Półfinały    | Przeciwnik         | Wynik          |
| AJ Fonte Bastardo                  | 3:1                     | Mecz 1       | Panathinaikos AO   | 1:3            |
| AJ Fonte Bastardo                  | 2:3                     | Mecz 2       | Panathinaikos AO   | 3:1            |
|                                    |                         | Złoty set    | Panathinaikos AO   | 15:6           |

## Tabela wyników
| Drużyna 1               | Punkty | Drużyna 2      | Mecz 1 | Mecz 2 | Złoty set |
| ----------------------- | ------ | -------------- | ------ | ------ | --------- |
| Maccabi Yaadim Tel Awiw | 0 – 6  | Olympiakos SFP | 0:3    | 0:3    |           |

## Mecz 1: Maccabi Yaadim Tel Awiw – Olympiakos SFP
Niedziela, 5 marca 2023 – 20:30 (UTC+02:00) • Shlomo Group Arena, Tel Awiw-Jafa
Widzów: 3000
Czas trwania meczu: 98 minut
Sędziowie:  Armando Simbari i  Fuad Ağayev
| Maccabi Yaadim Tel Awiw  | 0:3                                       | Olympiakos SFP      |
| Aleksandr Safonow 13 pkt | (20:25, 23:25, 14:25) raport 1 / raport 2 | Tonček Štern 19 pkt |

| Poz.                 | Nr | Zawodnik              | 1        | 2        | 3        | 4 | 5 | Pkt |
| -------------------- | -- | --------------------- | -------- | -------- | -------- | - | - | --- |
| R                    | 1  | Arturo Iglesias       | 9 sześć  | 9 sześć  | 9 sześć  |   |   | 2   |
| Ś                    | 6  | Wiaczesław Baczkała   | 5 dwa    | 5 dwa    | 5 dwa    |   |   | 7   |
| P                    | 9  | Gianluca Grasso       | 7 cztery | 7 cztery | 7 cztery |   |   | 6   |
| A                    | 13 | Aleksandr Safonow     | 6 trzy   | 6 trzy   | 6 trzy   |   |   | 13  |
| P                    | 15 | Kevin Foyer           | 4 jeden  | 4 jeden  | 4 jeden  |   |   | 8   |
| Ś                    | 18 | Giennadij Sokołow     | 8 pięć   | 8 pięć   | 8 pięć   |   |   | 4   |
| L                    | 7  | Josh Ayzenberg        | L        | L        | L        |   |   |     |
| Zmiany               |    |                       |          |          |          |   |   |     |
| P                    | 3  | Samuel Burgi          |          |          | 2 zmiana |   |   | 1   |
| Nie weszli na boisko |    |                       |          |          |          |   |   |     |
| A                    | 4  | Jegor Motornyj        |          |          |          |   |   |     |
| Ś                    | 12 | Nikita Maron          |          |          |          |   |   |     |
| L                    | 14 | Jhon Herlson Caringal |          |          |          |   |   |     |
| R                    | 16 | Roei Horovitz         |          |          |          |   |   |     |
| Trener               |    |                       |          |          |          |   |   |     |
| Gal Galili           |    |                       |          |          |          |   |   |     |

| Poz.                 | Nr | Zawodnik                | 1        | 2        | 3        | 4 | 5 | Pkt |
| -------------------- | -- | ----------------------- | -------- | -------- | -------- | - | - | --- |
| Ś                    | 2  | Alen Pajenk             | 5 dwa    | 6 trzy   | 5 dwa    |   |   | 7   |
| A                    | 5  | Tonček Štern            | 9 sześć  | 4 jeden  | 9 sześć  |   |   | 19  |
| Ś                    | 8  | Gustavo Bonatto         | 8 pięć   | 9 sześć  | 8 pięć   |   |   | 8   |
| P                    | 10 | Rafail Kumendakis       | 7 cztery | 8 pięć   | 7 cztery |   |   | 5   |
| R                    | 14 | Dragan Travica          | 6 trzy   | 7 cztery | 6 trzy   |   |   | 2   |
| P                    | 23 | Salvador Hidalgo Oliva  | 4 jeden  | 5 dwa    | 4 jeden  |   |   | 15  |
| L                    | 15 | Dimitris Dziawras       | L        | L        | L        |   |   |     |
| Zmiany               |    |                         |          |          |          |   |   |     |
| P                    | 17 | Anestis Dalakuras       | 2 zmiana | 2 zmiana |          |   |   |     |
| Ś                    | 22 | Dimostenis Linardos     |          | 2 zmiana |          |   |   |     |
| Nie weszli na boisko |    |                         |          |          |          |   |   |     |
| R                    | 6  | Mateo Chasmbala         |          |          |          |   |   |     |
| Ś                    | 9  | Nikos Papangelopulos    |          |          |          |   |   |     |
| P                    | 11 | Spiros Chandrinos       |          |          |          |   |   |     |
| P                    | 16 | Chrisostomos Koltsiakis |          |          |          |   |   |     |
| Trener               |    |                         |          |          |          |   |   |     |
| Alberto Giuliani     |    |                         |          |          |          |   |   |     |

Statystyki meczowe
| MAC | STATYSTYKI        | OLY |
| 57  | MAŁE PUNKTY       | 75  |
| 34  | ATAK              | 32  |
| 6   | BLOK              | 14  |
| 1   | SERWIS            | 10  |
| 16  | BŁĘDY PRZECIWNIKA | 19  |

## Mecz 2: Olympiakos SFP – Maccabi Yaadim Tel Awiw
Środa, 15 marca 2023 – 20:00 (UTC+02:00) • Arena Pokoju i Przyjaźni, Pireus
Widzów: 13000
Czas trwania meczu: 75 minut
Sędziowie:  Predrag Balandžić i  Magdalena Niewiarowska
| Olympiakos SFP           | 3:0                                       | Maccabi Yaadim Tel Awiw  |
| Rafail Kumendakis 13 pkt | (25:16, 25:21, 25:16) raport 1 / raport 2 | Aleksandr Safonow 10 pkt |

| Poz.                 | Nr | Zawodnik                | 1        | 2        | 3        | 4 | 5 | Pkt |
| -------------------- | -- | ----------------------- | -------- | -------- | -------- | - | - | --- |
| Ś                    | 2  | Alen Pajenk             | 5 dwa    | 6 trzy   | 5 dwa    |   |   | 7   |
| A                    | 5  | Tonček Štern            | 9 sześć  | 4 jeden  | 9 sześć  |   |   | 11  |
| Ś                    | 8  | Gustavo Bonatto         | 8 pięć   | 9 sześć  | 8 pięć   |   |   | 11  |
| P                    | 10 | Rafail Kumendakis       | 7 cztery | 8 pięć   | 7 cztery |   |   | 13  |
| R                    | 14 | Dragan Travica          | 6 trzy   | 7 cztery | 6 trzy   |   |   | 3   |
| P                    | 23 | Salvador Hidalgo Oliva  | 4 jeden  | 5 dwa    | 4 jeden  |   |   | 10  |
| L                    | 15 | Dimitris Dziawras       | L        | L        | L        |   |   |     |
| Zmiany               |    |                         |          |          |          |   |   |     |
| R                    | 6  | Mateo Chasmbala         |          |          | 2 zmiana |   |   |     |
| P                    | 17 | Anestis Dalakuras       | 2 zmiana |          |          |   |   |     |
| Nie weszli na boisko |    |                         |          |          |          |   |   |     |
| Ś                    | 9  | Nikos Papangelopulos    |          |          |          |   |   |     |
| P                    | 11 | Spiros Chandrinos       |          |          |          |   |   |     |
| A                    | 12 | Nikos Zupanis           |          |          |          |   |   |     |
| P                    | 16 | Chrisostomos Koltsiakis |          |          |          |   |   |     |
| Ś                    | 22 | Dimostenis Linardos     |          | 2 zmiana |          |   |   |     |
| Trener               |    |                         |          |          |          |   |   |     |
| Alberto Giuliani     |    |                         |          |          |          |   |   |     |

| Poz.                 | Nr | Zawodnik              | 1        | 2        | 3        | 4 | 5 | Pkt |
| -------------------- | -- | --------------------- | -------- | -------- | -------- | - | - | --- |
| R                    | 1  | Arturo Iglesias       | 8 pięć   | 9 sześć  |          |   |   |     |
| Ś                    | 6  | Wiaczesław Baczkała   | 4 jeden  | 5 dwa    | 5 dwa    |   |   | 3   |
| P                    | 9  | Gianluca Grasso       | 6 trzy   | 7 cztery | 7 cztery |   |   | 7   |
| A                    | 13 | Aleksandr Safonow     | 5 dwa    | 6 trzy   | 6 trzy   |   |   | 10  |
| P                    | 15 | Kevin Foyer           | 9 sześć  | 4 jeden  |          |   |   | 1   |
| Ś                    | 18 | Giennadij Sokołow     | 7 cztery | 8 pięć   |          |   |   | 2   |
| L                    | 7  | Josh Ayzenberg        | L        | L        | L        |   |   |     |
| Zmiany               |    |                       |          |          |          |   |   |     |
| P                    | 3  | Samuel Burgi          |          |          | 4 jeden  |   |   |     |
| A                    | 4  | Jegor Motornyj        |          |          | 2 zmiana |   |   |     |
| Ś                    | 12 | Nikita Maron          |          |          | 8 pięć   |   |   |     |
| R                    | 16 | Roei Horovitz         |          | 2 zmiana | 9 sześć  |   |   |     |
| Nie weszli na boisko |    |                       |          |          |          |   |   |     |
| L                    | 14 | Jhon Herlson Caringal |          |          |          |   |   |     |
| Trener               |    |                       |          |          |          |   |   |     |
| Gal Galili           |    |                       |          |          |          |   |   |     |

Statystyki meczowe
| OLY | STATYSTYKI        | MAC |
| 75  | MAŁE PUNKTY       | 53  |
| 37  | ATAK              | 17  |
| 15  | BLOK              | 3   |
| 3   | SERWIS            | 3   |
| 20  | BŁĘDY PRZECIWNIKA | 30  |